# The Freshest Kids: A History of the B-Boy
The Freshest Kids: A History of the B-Boy é um filme dirigido por Israel lançado em outubro de 2002. Ele documenta o desenvolvimento da breakdance e da cultura hip hop desde seu surgimento, em meados da década de 1970.